# پادشاهی اسرائیل (گروه)
پادشاهی اسرائیل (عبری: מלכות ישראל‎) یا Tzrifin Underground، یک گروه شبه نظامی یهودی زیرزمینی بود که در دهه ۱۹۵۰ در اسرائیل فعال بود. «پادشاهی اسرائیل» نامی بود که اعضای این گروه از آن استفاده می‌کردند، اما پس از پایگاه نظامی تزرفین که اعضای آن در آنجا محاکمه شدند، برای عموم اسرائیل به عنوان «گروه زیریفین» شناخته می‌شد. این گروه در اعتراض به سیاست‌های یهودی ستیزانه این کشورها، مانند محاکمه اسلانسکی و توطئه پزشکان، حملاتی را به نمایندگی‌های دیپلماتیک اتحاد جماهیر شوروی و چکسلواکی انجام داد. آنها همچنین تلاش کردند تا صدر اعظم آلمان کنراد آدناوئر را با بمب‌های پستی ترور کنند و گهگاه به سوی نیروهای اردنی مستقر در امتداد مرز اورشلیم تیراندازی کردند.
رهبر این گروه، یاکوف هروتی، همکاران سابق لحی و همچنین نوجوانانی را از خانه‌های صهیونیست‌های تجدیدنظرطلب که برای دیدن مبارزان لحی به عنوان قهرمان تربیت شده بودند، به خدمت گرفت. به‌طور جداگانه، یکی دیگر از اعضای پادشاهی اسرائیل، یاکوف بلومنتال، «گروه دیگری از فعالان را در اورشلیم سازماندهی کرد که بیشتر آنها یهودیان ارتدوکس بودند». این گروه هرگز بیش از دسته عضو نداشت.

## اقدامات
در ۹ فوریه ۱۹۵۳، این گروه بیش از ۷۰ پوند مواد منفجره را در سفارت شوروی کار گذاشت. انفجار متعاقب آن کارمند سفارت به شدت مجروح و به ساختمان سفارت آسیب قابل توجهی وارد کرد. دو کارمند دیگر سفارت نیز به‌طور جزئی زخمی شدند که یکی از آنها همسر سفیر شوروی بود. اتحاد جماهیر شوروی در واکنش به این اقدام روابط دیپلماتیک خود را با اسرائیل قطع کرد. این بمب توسط یوسف منکس، که بعداً ترور رودولف کاستنر را طراحی کرد، کار گذاشته شد. پیچیدگی بمب‌گذاری باعث شد، ایسر هارئیل، رئیس شاباک، معتقد باشد که اعضای سابق لحی مسئول هستند، اما تحقیقات فشرده نتوانست عاملان را کشف کند.
در آوریل ۱۹۵۳، یکی از اعضای گروه به جاشا هایفتز ویولونیست به دلیل نواختن موسیقی ریچارد اشتراوس حمله کرد. این گروه همچنین سه بار به سفارت چکسلواکی حمله کرد و در اعتراض به توافق غرامت بین اسرائیل و آلمان، دو بمب پستی به صدر اعظم آلمان غربی کنراد آدناوئر فرستاد. مدتی بعد از نیمه شب، در ۴ مارس ۱۹۵۷، این افراد به ساختمان مجتمع آپارتمانی تل آویو که رودلف کاستنر با خانواده اش در آن زندگی می‌کرد، رسیدند و سه گلوله به او شلیک کردند. کاستنر ۱۱ روز بعد بر اثر جراحات وارده درگذشت.
سایر عملیات‌ها شامل سوزاندن مغازه‌های غیرقانونی و تیراندازی به پایگاه‌های هنگ عربی در نزدیکی اورشلیم بود.

## دستگیری و محاکمه
این گروه بر اساس فرمان پیشگیری از تروریسم که در سال ۱۹۴۸ پس از ترور فولکه برنادوت تصویب شد، به عنوان یک سازمان تروریستی اعلام شد.
در ۲۶ مه ۱۹۵۳، دو نفر از اعضای گروه بلومنتال که به تنهایی کار می‌کردند، در حال کار گذاشتن مواد منفجره در ساختمان وزارت آموزش و پرورش در اورشلیم دستگیر شدند. آنها می‌خواستند به نقش وزارتخانه در تلاش‌های دولت برای سکولاریزه کردن مهاجران مذهبی از شمال آفریقا اعتراض کنند. این دو نفر فهرست مفصلی از اعضای پادشاهی اسرائیل به همراه داشتند که به مقامات این امکان را می‌داد تا به سرعت گروه را جمع‌آوری و دستگیر کنند.
۱۶ نفر از اعضای این گروه در دادگاه نظامی به ریاست بنجامین هالیوی محاکمه شدند. اگرچه دولت نتوانست دخالت این گروه را در حمله به سفارت شوروی ثابت کند، با این وجود هالیوی این گروه را «خطری جدی برای امنیت دولت» می‌دانست. هروتی به ده سال زندان محکوم شد. یکی دیگر از رهبران، شیمون باچار، به دوازده سال محکوم شد. و چند نفر دیگر از یک تا هفت سال محکوم شدند. با این حال، دو سال بعد، آنها آزاد شدند و نخست‌وزیر دیوید بن گوریون مجازات آنها را کاهش داد.